# Toeristenkerk Onze-Lieve-Vrouw-van-den-Polder
De Onze-Lieve-Vrouw-van-den-Polder is een toeristenkerk (strandkerk) in de Zeeuwse plaats Vrouwenpolder, gelegen aan Fort den Haakweg 44. Het betreft een eenvoudige schuurkerk die rond 1964-1967 in gebruik werd genomen. Vanaf Hemelvaartsdag tot half september werden er iedere zondag katholieke eucharistievieringen of woord- en communiediensten gehouden. Eind 2021 werd de kerk gesloten.

## Geschiedenis
Na de Tweede Wereldoorlog nam het strandtoerisme op Walcheren sterk toe. Het eiland was echter grotendeels protestant, en er was voor Rooms-Katholieke toeristen geen gelegenheid om de Zondagse Mis bij te wonen. Dit leidde al in 1947 tot vragen van de parochie in Middelburg aan het bisdom Haarlem (Vanaf 1956 viel de parochie onder het bisdom Breda). Het Bisdom stelde middelen beschikbaar en ook werd de Stichting Katholieke Toeristen Zielzorg Zeeland opgericht.
In 1958 werd door het bisdom Breda 200.000 gulden beschikbaar gesteld voor strandkerkjes in Cadzand, Domburg, Dishoek en Vrouwenpolder. Doordat de hoeveelheid toeristen vrijwel volledig bestond uit strandgangers, werd de naam strandkerk gebruikt.
In 1958 werden in Vrouwenpolder de eerste missen gehouden in de openlucht. Het geïmproviseerde altaar bestond uit een houten plank die rustte op twee schragen. Na een periode van diensten in de openlucht werd een speciale tent neergezet. Door stormachtig weer waaide de tent in augustus 1963 om en werd volledig vernield.
Eind 2021 werd de kerk gesloten.

## Houten nieuwbouw
In april 1964 lag een ontwerp klaar voor een houten noodkerk, gemaakt door de firma Boffen en Zn. uit Mill, maar voordat er kon worden begonnen met de bouw moest er toestemming worden verleend door de overheid. Wanneer de kerk in gebruik werd genomen is onduidelijk. De parochie zelf geeft zowel 1966 als 1967 aan. Echter, De Volkskrant maakt in juli 1964 al melding van een bestaande houten noodkerk in Vrouwenpolder.
Het gebouw, van 22 meter lang en 10 meter breed, is van zeer eenvoudige houten constructie. In de zijwanden zitten enkele kleine, hooggeplaatste, rechthoekige ramen. Het gebouw is afgedekt met golfplaten. De kerk staat naast een parkeerplein in een natuurgebied dat in eigendom is van Staatsbosbeheer.
Het gebouw is niet aangesloten op het gas en elektriciteitsnetwerk. Een klein elektrisch orgel dat aanwezig is in de kerk is aangesloten op een accu met omvormer. Verder is in de kerk een altaar aanwezig en hangt er een statie.